# All by Myself (Regina Belle)
All by Myself è il primo album in studio della cantante statunitense Regina Belle, pubblicato nel 1987.

## Tracce
1. Show Me the Way
2. Take Your Love Away
3. Please Be Mine
4. After the Love Has Lost Its Shine
5. Intimate Relations
6. You Got the Love
7. How Could You Do It to Me
8. Gotta Give It Up
9. So Many Tears